# Rizopati
Rizopati är en medicinsk term för sjukliga tillstånd i en nervrot, många gånger till följd av tryck. Rizopati kan även uppfattas som nervrotskompression relaterad till ryggsjukdom(ar). Exempelvis ischias med utstrålning som följer en bestämd nervrots utbredningsområde kallas ibland för rizopati. Den komprimerade eller hoppressade nervroten kommer i kläm medförande smärta och detta kallas då rizopati. Rizopati kan förekomma i höjd med olika delar av ryggraden (ländrygg, bröstrygg, halsrygg) men också i höjd med hela ryggraden. Med rhitzopathia menas egentligen att lida till följd av sjukligt tillstånd i en nervrot. 
Relaterade ord och begrepp
- Hypermobilitet
- Fibromyalgi
- Diskbråck
- Rizotomi
- Kompression av nervrötter
- Inflammation
- Ryggsjukdom